# محمد أمين قبلي
محمد أمين قبلي  (21 سبتمبر 1980 المغرب) هو لاعب كرة قدم مغربي.